# Вугор японський
Ву́гор япо́нський (Anguilla japonica), відомий також як Уна́ґі (яп. 鰻, ウナギ) — риба родини Вугрових ряду вугроподібних. Тіло сягає близько 40 см, максимальна довжина 1 м.

## Ареал
Поширений біля берегів Японії і в Східно-Китайському морі, біля берегів Тайваню, Кореї, Китаю і півночі Філіппін.

## Спосіб життя
Може жити як в прісній, так і морській воді. Мешкає на дні, на глибині до 400 м. Вночі може пересуватися суходолом. Нерестовища цього виду виявлені в західній частині Маріанських островів. Нереститься в морі. Молодняк переселяється в річки зграями, розвивається і росте в прісній воді. Живиться ракоподібними, комахами і рибою.

## Здатність до флуоресценції
В червні 2013 року японські вчені підтвердили здатність вугра до флуоресценції. Японський вугор — перша хребетна тварина, яка здатна до цього. Вчені визначили білкові структури, відповідальні за поглинання та перевипромінювання світла, хромофором виступає білірубін. За словами дослідників, концентрація білку у молодих вугрів достатня, щоб тіло світилося в темряві зеленим світлом при опроміненні синьою лампою.

## Значення
Використовується в японській кухні, в якій вважається найдорожчою рибою. Розводиться на спеціальних японських фермах, розташованих в морі. Також застосовується в китайській традиційній медицині. 2010 року зарахований Ґрінпісом до рідкісних риб.